# Lucina muricata
Lucina muricata är en musselart som först beskrevs av Sprengler 1798.  Lucina muricata ingår i släktet Lucina och familjen Lucinidae. Inga underarter finns listade i Catalogue of Life.